# Lacasas
Las lacasas (EC 1.10.3.2) son enzimas pertenecientes al grupo de las oxidasas de cobre azul. Catalizan la oxidación de un substrato orgánico o inorgánico y la reducción de oxígeno molecular a agua, por medio de un mecanismo de transferencia de un electrón.
{\displaystyle \mathrm {4\ Ar{\text{-}}OH+O_{2}{\xrightarrow {Lacasa}}\ 4\ Ar{\text{-}}O^{.}+2\ H_{2}O} }
Básicamente cualquier substrato con características similares al p-difenol puede ser oxidado por la lacasa. Esta enzima también puede oxidar substratos como complejos metálicos orgánicos o inorgánicos, ferrocianidas, anilinas, benzotioles, y otros compuestos biológicos con potenciales redox menores a 1 V.

## Origen
La lacasa se encuentra en una variedad de plantas, hongos, e inclusive insectos y bacterias.
- Plantas: calabaza, manzana, espárrago, Solanum tuberosum (patatas/papas), pera, mango, frijol o durazno.
- Insectos: Bombyx, Calliphora, Diploptera, Drosophila, Lucilia, Manduca, Musca, Oryctes, Papilio, Phormia, Rhodnius, Sarcophaga, Schistocerca, y Tenebrio.
- Bacterias: Azospirillum lipoferum, Marinomonas mediterranea, Streptomyces griseus, o Bacillus subtilis.

Hasta hace poco, las lacasas solamente se habían encontrado en eucariotes; sin embargo se ha comprobado su existencia en algunos organismos procariotes. Es importante mencionar que la lacasa usada para la investigación científica principalmente se aísla de hongos tales como ascomicetas, deuteromicetas y basidiomicetas, principalmente de raíz blanca.

## Historia
En 1883, Hikorokuro Yoshida describió la lacasa cuando la extrajo del árbol de laca japonés. Él observó que la laca extraída de ese árbol se endurecía al contacto con el aire.  Posteriormente, en 1894, Gabriel Bertrand logró aislarla y purificarla, para dos años después descubrir junto a Laborde, que la lacasa también estaba presente en hongos. Desde entonces esta enzima se ha encontrado en especies tales como hojas de té verde (1966), arce (1995), tabaco (1996) o más recientemente lolium (2002) cuya lacasa ha sido caracterizada y clonada.  Hasta ahora se han logrado aislar, purificar y caracterizar poco más de 100 lacasas de hongos.

## Funciones
Desde el descubrimiento de las lacasas se han estudiado las funciones que esta enzima desempeña en los organismos. En algunos hongos y plantas son parte importante de la degradación de lignina y en la eliminación de fenoles tóxicos derivados de este proceso. Sin embargo, este comportamiento no ha podido ser generalizado pues existen especies que llevan a cabo estos procesos sin la presencia de lacasa.
En otras especies de hongos, las lacasas muestran funciones diversas. En Aspergillus nidulans, Daldinia concentrica y Lentinula edodes, por ejemplo, se sabe que estas enzimas están asociadas a la síntesis de pigmentos. Otra función interesante se observa en Schizophyllum commune, donde su lacasa característica se encarga de la formación de esporas. Finalmente se conoce el caso de Botrytis cinerea, esta especie de hongo posee lacasas extracelulares que están relacionadas con procesos patogénicos.

## Estructura
La molécula de la lacasa es una holoenzima, una glicoproteína dimérica o tetramérica. Usualmente presenta cuatro átomos de cobre localizados en tres sitios redox: tipo I, tipo II y un par en un tipo III. La masa molecular de un monómero de lacasa varía en un rango de 50 a 100 kDa. Es una estructura estable debido a su alto nivel de glicosilación. Su estructura se describe comúnmente como tres dominios del tipo cupridoxina, fuertemente asociados en una estructura globular donde los sitios tipo II y III forman un centro trinuclear (ver imagen).
Los tres tipos de cobre se pueden distinguir mediante espectroscopía UV-Visible y resonancia paramagnética electrónica (RPE):

### Cobre tipo I
El cobre tipo I es el responsable del color azulado de la proteína. Presenta absorbancia a 610 nm y RPE detectable. La eficiencia catalítica de la lacasa depende del potencial redox del cobre tipo I, a mayor potencial mayor eficiencia. El potencial redox de las lacasas de hongos es mucho mayor (~0.3 V) que el de lacasas de plantas y otras oxidasas azules.  Por ejemplo, la R. vernicifera tiene un potencial redox de 430 mV mientras que el Polyporus versicolor de 780 mV.
Este átomo muestra coordinación trigonal con dos residuos de histidina y uno de cisteína como ligantes. Las lacasas de hongos presentan un cuarto ligante axial, comúnmente leucina o fenilalanina. Sin embargo, puede ser capturado por agua y diversos complejos. La geometría de coordinación y la naturaleza de los ligantes de este cobre determinan el potencial redox.

### Cobre tipo II
El cobre tipo II presenta paramagnetismo detectable por RPE pero es imperceptible en espectroscopía UV-Visible. Este átomo se encuentra coordinado por dos residuos de histidina. El cobre de tipo II se elimina fácilmente durante el proceso de purificación pero puede reconstruirse en condiciones aerobias o anaerobias.

### Cobre tipo III
En la lacasa se ubican un par de átomos de cobre tipo III, coordinados por seis histidinas, con absorbancia en la región UV cercana pero sin señales en RPE detectables. Se ha observado acoplamiento ferromagnético entre ambos cobres que se mantiene por un puente hidroxilo.
La mayoría de las lacasas presentan las características mencionadas, sin embargo se han reportado lacasas amarillas y café que muestran resultados atípicos de absorción UV-Visible y RPE. Un ejemplo de esto es la lacasa blanca de Pleurotus ostreatus reportada en 1997, mostraba un color blanco y se determinó que contiene un átomo de cobre, uno de hierro y dos de zinc.

## Catálisis
El cobre tipo I es el sitio activo donde se lleva a cabo la oxidación del substrato (fenol) y el clúster trinuclear formado por los cobres tipo II y III es donde ocurre la reducción de oxígeno molecular a agua.
Se pueden definir tres pasos en el proceso de catálisis de la lacasa:
1. El cobre tipo I es reducido por un substrato que se oxida.[5] Este átomo de cobre extrae un electrón del fenol.
2. El electrón se transfiere internamente del sitio I al sitio trinuclear a través de una cisteína y una histidina.[5]
3. Ahí se une un segundo substrato, dioxígeno, que acepta el electrón transferido.[3]

La lacasa funciona como una batería, almacenando electrones a partir de oxidaciones individuales a substratos. Esta enzima utiliza oxígeno como aceptor de electrones para remover protones de los grupos fenol hidroxilo. Esta reacción genera radicales que se pueden rearreglar espontáneamente para fisionar enlaces C-C y C-O o promover la apertura de anillos aromáticos.

## Inhibición
Aniones como haluros, azidas, cianidas e hidróxidos pueden unirse al sitio activo trinuclear. Esto provoca una ruptura en la movilidad de electrones, actuando como inhibidores. Otros inhibidores incluyen iones metálicos Hg2+, ácidos grasos, compuestos sulfhidrilos, hidroxiglicinas. Estos compuestos actúan como quelantes sobre el Cu(II), modifican los residuos de aminoácidos o causan un cambio conformacional en la glicoproteína.
La actividad de la lacasa disminuye conforme aumenta el pH del medio. Para la oxidación de fenoles con lacasas de hongos, el pH óptimo varía entre pHs de 3 y 7, estas condiciones dependen de la naturaleza de la lacasa y no del substrato. Actualmente se estudian también los efectos de la temperatura sobre la acción catalítica de la lacasa.